# Solanum triquetrum
Solanum triquetrum är en potatisväxtart som beskrevs av Antonio José Cavanilles. Solanum triquetrum ingår i släktet skattor som ingår i familjen potatisväxter. Inga underarter finns listade i Catalogue of Life.